# L118/L119
L118 — легка причіпна гаубиця калібру 105 мм. Розроблена і виготовлена у Великій Британії для британської армії в 1970-х роках. Відтоді здобула великого поширення.
Також відома у версіях L119 та M119 (мають інший ствол для стрільби американськими боєприпасами типу M1). Версія M119 створена для збройних сил США та отримала цифрову систему керування вогнем.
L118 використовує боєприпаси з роздільним заряджанням – снаряд заряджається в гармату і заштовхується вручну, після чого позаду нього завантажується гільза з метальним зарядом. L119 та M119 використовують стандартні унітарні боєприпаси – перед пострілом снаряд вставляється у верхню частину гільзи, і снаряд заряджається в гармату як єдиний постріл.
Буксирування здійснюється вантажівками або універсальними колісними машинами високої прохідності. Транспортування повітрям здійснюється на зовнішній підвісці гелікоптерів UH-60 (одна) і CH-47 (дві), а також є можливість десантування парашутним способом.

## Історія
З 1961 по 1975 рік британська армія використовувала 105-мм гірську гаубицю L5 з артилерійською гарматою L10 (OTO Melara Mod 56) як свою легку артилерійську зброю, замінивши 75-мм гаубицю, 4,2-дюймовий міномет і 25-фунтову гармату в восьми регулярних артилерійських полках. Вона стріляла боєприпасами типу M1 США (відомими у Великій Британії як «105 mm How»). Спочатку Mod 56 була розроблена в Італії для її гірських артилерійських підрозділів. Вона була достатньо легкою, щоб її могли підняти вертольоти Westland Wessex або буксирувати Land Rover'и. Її також можна було розібрати на частини, при цьому жоден елемент не важив більше 128 кг (282 фунти), що дозволяло транспортувати її мулами або кіньми. Вона мала обмежену дальність (що робило її потенційно вразливою для контрбатарейного вогню), не була особливо міцною, мала погану прицільну систему і не користувалася загальною популярністю. Також її швидкість стрільби та час підготовки до вогню не були задовільними.
У 1965 році було затверджено вимогу генштабу на нову 105-мм артилерійську систему, оскільки гірська гаубиця L5 «не мала достатньої дальності та вражаючої сили». Ключові характеристики включали поворот на 6400 міл (360°) одним солдатом, максимальну вагу 3500 фунтів (1600 кг), розміри, достатньо малі для перевезення всередині нових вертольотів Chinook та транспортних літаків Andover, а також здатність стріляти відразу після перебування під водою протягом 30 хвилин. Для цієї зброї мали використовуватися 105-мм боєприпаси Fd Mk 2, що застосовувалися в гарматах L13 на самохідних установках 105-мм L109 (краще відомих як «самохідна гармата Аббот»). Ці боєприпаси використовують електричні капсулі замість ударних і мають абсолютно іншу конструкцію, ніж боєприпаси типу M1 США, що використовувалися в гаубиці L5. Два типи не є взаємозамінними. Спочатку вимогою було використання 105-мм боєприпасів Fd Mk 1, що використовують снаряд M1, для навчання. Однак у 1968 році ця вимога була змінена, щоб дозволити іншу версію зброї, яка згодом стала L119, використовувати боєприпаси типу M1 зразка 1935 року США.
Нова гармата, яка незабаром отримала назву «легка гармата», була розроблена Державним Королівським закладом з досліджень і розробки озброєнь (RARDE — Royal Armament Research and Development Establishment), Форт Халстед, Кент. Прототипи були випробувані у 1968 році. Незабаром з'ясувалося, що для забезпечення необхідної міцності потрібне певне збільшення ваги, і кілька вузлів були суттєво перероблені.
Оригінальне виробництво, яке було санкціоноване наприкінці 1975 року, здійснювалося  Royal Ordnance Factory у Ноттінгемі (ROF Nottingham), який згодом був інтегрований у BAE Systems Land and Armaments. Поставки почалися в 1976 році.

### Виробництво в Україні
31 серпня 2023 року на сайті Президента України було оприлюднено новину про зустріч Президента України та гендиректора BAE Systems Чарльза Вудберна. Під час зустрічі було підписано Угоду про співпрацю з локалізації виробництва озброєнь BAE Systems між Міністерством з питань стратегічних галузей промисловості України та BAE Systems.
BAE Systems відкрила представництво компанії та офіс в Україні, що у подальшому дозволить розгорнути потужності для обслуговування та виробництва різних систем озброєння.

## Опис

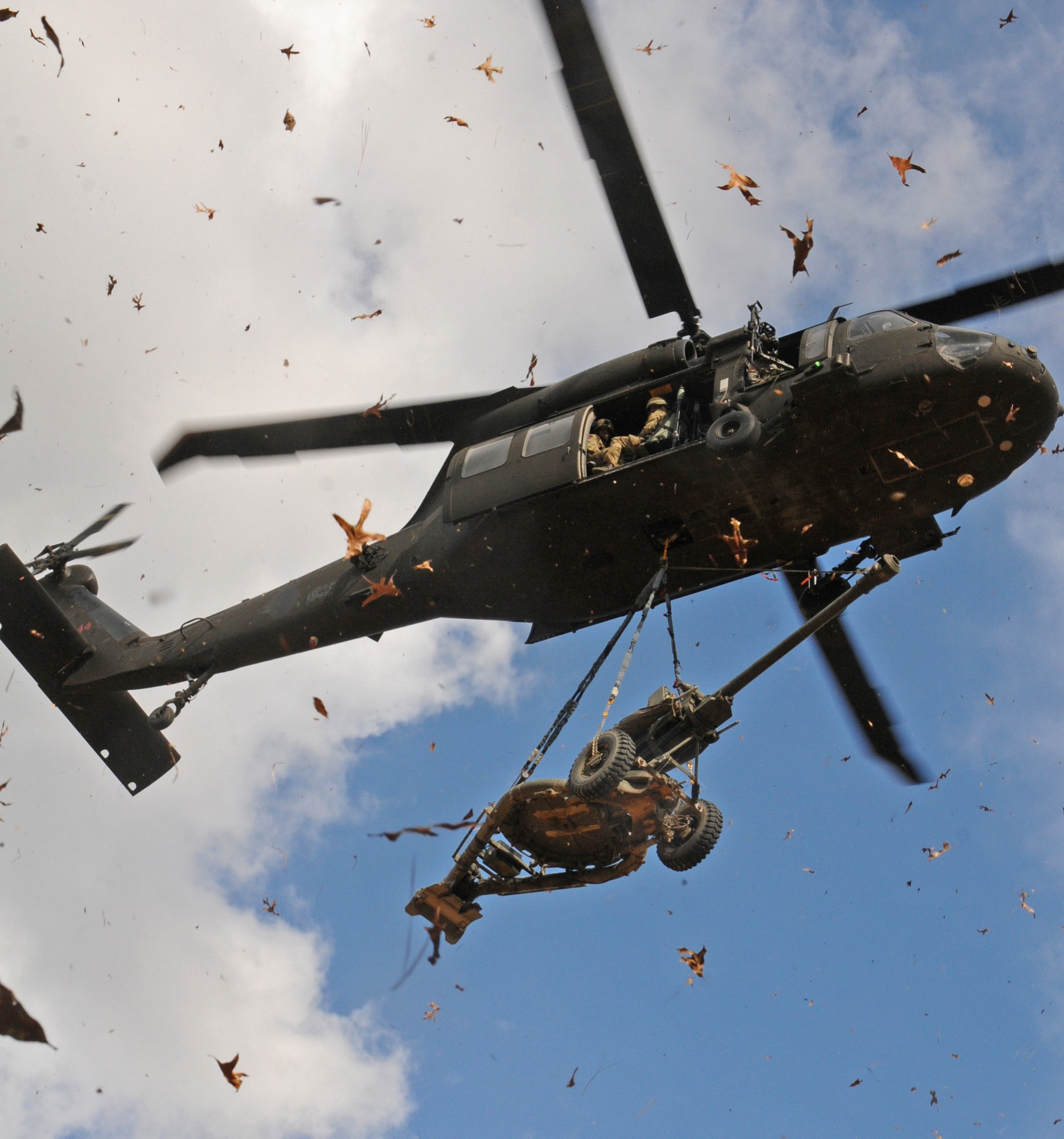
UH-60 транспортує британську легку гаубицю L118

### Гаубиця
L118 використовує гармату L19 на лафеті L17. Гармати L19 трохи коротші, ніж гармати L13, які використовувала САУ Abbot, і тому має трохи меншу максимальну дальність. Крім того, на відміну від «Аббота», ствол L19 піддається автофретажу, що робить його легшим.
Серед особливостей гаубиці L118 є вертикальний клиновий затвор. Порівняно невелика вага гаубиці пояснюється типом сталі, яка використовується в лафеті та гарматі, а також іншими мірами зниження ваги, включаючи вузьку колісну базу.
Вузька колісна база перешкоджає обертанню ствола на 180°, необхідних для розвертання гаубиці. Тому з одного боку є втулка осі, що дозволяє знімати одне колесо та розвертати гаубицю. З добре навченою обслугою це добавляє приблизно 30 секунд до часу розгортання. Буксирувати гаубицю можна як стволом уперед, так і стволом назад. Обертання ствола для буксирування є необов’язковим у британські службі.
Під час буксирування в розкладеному положенні А-подібна рама встановлюється на передній транець для підтримки підйомної маси. Нещодавня модифікація дозволяє тримати гаубицю в цьому положенні необмежений час на швидкості до 64 км/год. Для транспортування на великі відстані або пересування по пересіченій місцевості ствол перевертається і затискається до кінця рами.
Приціл L7 є модифікованою версією німецького прицілу Leitz. Оскільки легка гаубиця надійшла на озброєння після впровадження комп’ютерного обладнання польової артилерії (FACE — Field Artillery Computer Equipment), оптичні приціли непрямого вогню використовуються лише для навчання новобранців.
Гаубиця також має оптичний приціл прямого вогню із збільшенням і спочатку випускалась з нічним прицілом з підсилювачем зображення.

### Боєприпаси
L118 використовує ті самі боєприпаси з роздільним заряджанням, що й САУ Abbot, тоді як L119 використовує стандартні унітарні 105-мм боєприпаси натівського зразка, як M119.

### Подальші покращення
На початку 1990-х років усі британські L118 були оснащені пристроєм для вимірювання початкової швидкості (MVMD), радаром та джерелом живлення.
У 2002 році гармати L118 британської армії завершили заміну своїх оптичних прицілів на артилерійську систему наведення (APS — Artillery Pointing System) LINAPS, встановлену над стволом. Це автономна система, яка використовує три кільцеві лазерні гіроскопи для визначення азимута, кута місця та кута нахилу цапф. Вона також включає засоби для навігації та самоспостереження з використанням глобальної системи позиціонування, вимірювання інерційного напрямку та вимірювання відстані. Все це можна використовувати в будь-якій точці світу. Виходи та входи для APS здійснюються через дисплей і блок керування (LCDU — Layer's Display and Control Unit) сенсорного екрану, який замінив звичайний циферблатний приціл.
Програма розширення можливостей, яка почала вдосконалювати зброю Великої Британії в 2007 році, спрямована на зниження ваги та покращення деяких компонентів. Заходи щодо зниження ваги включають заміну деяких сталевих компонентів на титан, однак лише деякі елементи надійшли на озброєння Великої Британії.
Приблизно в 2010 році для служби в Афганістані були представлені нові приціли прямого вогню для більшої дальності. До них входять снайперський оптичний приціл і новий нічний приціл.
Наприкінці 2011 року було замовлено новий LCDU з дещо більшим сенсорним екраном. Він може забезпечити передачу даних із FC-BISA і включати балістичне ядро озброєння НАТО для стрільби прямим наведенням.

## Варіанти

### L119

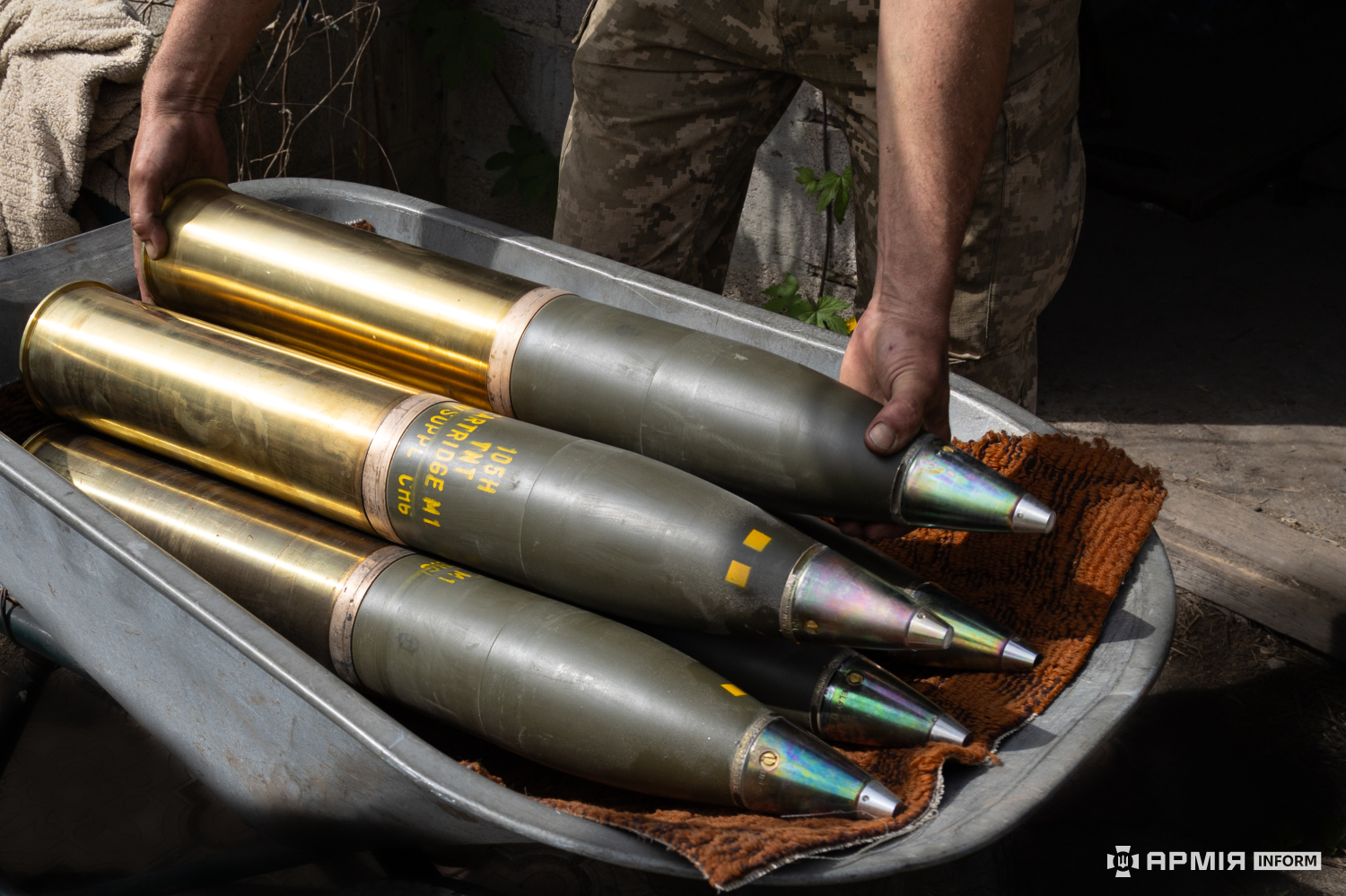
105-мм боєприпаси натівського зразка для L119

Варіант L119 має інший ствол (трохи коротший боєприпас L20 з ударним механізмом) для стрільби повсюдно поширеними американськими боєприпасами типу M1 (UK 105 mm How), що забезпечує максимальну дальність зброї 11 400 метрів. На британській службі L119 використовувався лише для навчання в Королівській артилерійській школі, а останні британські L119 були зняті у 2005 році. Однак L119 є популярною серед багатьох експортних клієнтів, які все ще покладаються на M1 боєприпаси.

### M119
Гаубиця M119 — американське позначення легкої гаубиці L119, додатково модифікованої, яка вироблялась за ліцензією для армії Сполучених Штатів. 
M119 зазвичай буксирується за допомогою високомобільного багатоцільового колісного транспортного засобу M1097 або M1152 (HMMWV), а також її можна легко підняти на вертольоті або скинути з парашута. Найновішою версією є M119A3, представлений у 2013 році з цифровою системою керування вогнем та інерціальним навігаційним блоком із підтримкою GPS за допомогою програмного забезпечення, отриманого від M777A2.

### Інші варіанти

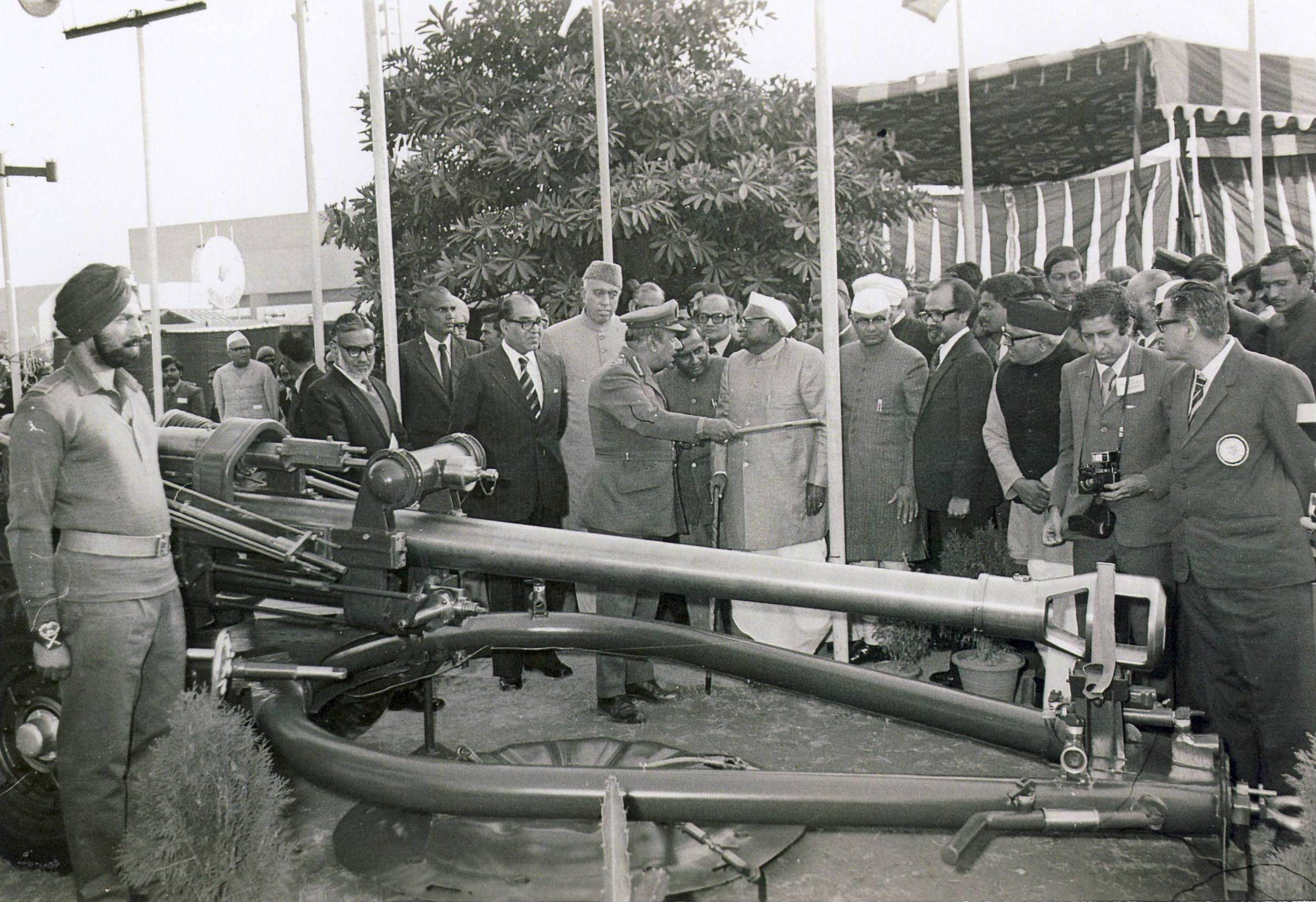
Індійська легка польова гаубиця Value Engineered Abbot

Наприкінці 1960-х Індія представила варіант Value Engineered Abbot з боєприпасами 105 мм Fd. Легка польова гаубиця калібру 105 мм схожа на L118, хоча і дещо важча.
Протягом 1970-х років був розроблений варіант для Швейцарії, з L21 Ordnance, і виготовлені прототипи. Використовувалися 105-мм боєприпаси швейцарського зразка. На озброєння не надійшов.
У 1984 році L119 надійшов на озброєння австралійської армії під назвою «Hamel Gun» на заміну M2A2. Гаубиця була виготовлений за ліцензією в Австралії для армій Австралії та Нової Зеландії з використанням переважно компонентів австралійського виробництва. Плани виробництва 105-мм польових боєприпасів були відкладені.
105-мм салютна гаубиця: у британської армії є ряд спеціальних салютних гармат для церемоніальних цілей. Базуючись на стандарті L118, ці салютні гармати модифіковані для стрільби суто холостими боєприпасами, не оснащені системою APS і їх легко відрізнити від варіанту польової гаубиці за характерним бронзово-зеленим лакофарбовим покриттям, хромованим дульним гальмом і казенником.

## Бойове застосування

### Повномасштабне російське вторгнення в Україну
Гаубиці L119 та M119A3 активно застосовуються ЗСУ з 2022 року для відбиття російської агресії.
Українські військові високо оцінили гаубиці L119. Серед плюсів даних гаубиць підкреслювали їхню швидкість розгортання, мобільність, точність та велику дальність при застосуванні активно-реактивних снарядів.
Військовий, що раніше працював на причепній гарматі Д-30 зазначив:
Якщо порівнювати її із британською гаубицею, то L119 набагато швидше можна привести до бою. Також перевага британської гармати в можливості застосовувати снаряди активно-реактивного типу, бо це дає, як я вже казав, дальність стрільби на 19 км – проти 15 км у Д-30.— Український артилерист.
Станом на 24 липня 2025 року редактори Oryx Blog знайшли фото чи відео підтвердження безповоротної втрати Україною 4 гаубиць L119: 2 знищено та 2 захоплено російськими військовими. Також 1 гаубиця була покинута українськими військовими.

## Оператори

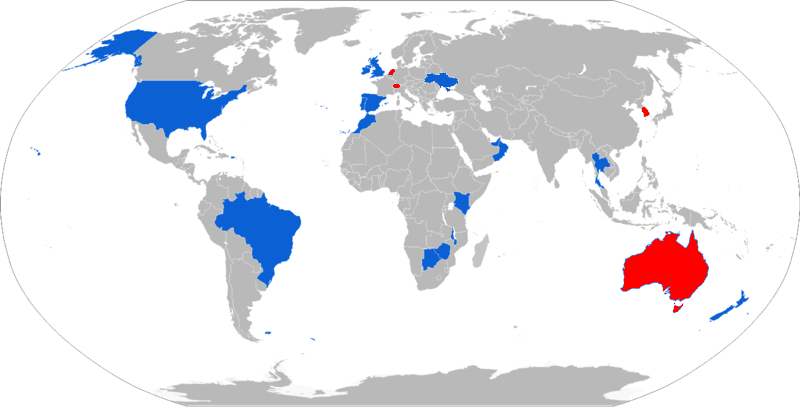
Оператори L118/L119 позначені синім. Червоним - колишні оператори

- Бахрейн: 8 L118, станом на 2018 рік[6].
- Бенін: 12 L118, станом на 2018 рік[7].
- Боснія і Герцеговина: 36 L118[8].
- Ботсвана: 12 L118, станом на 2018 рік[9]
- Бразилія: 40 L118 (армія)[10] та 18 L118 (флот), станом на 2018 рік[11].
- Велика Британія: 114 L118 на озброєнні сухопутних військ, станом на 2025 рік[12].
- Ірландія: 24 L118 та L119, станом на 2018 рік[13].
- Кенія: 40 L118, станом на 2018 рік[14]
- Малаві: 9 L118, станом на 2018 рік[15].
- Марокко: 30 L118, станом на 2018 рік[16].
- Непал: 8 L118, станом на 2018 рік[17].
- Нова Зеландія: 24 L119, станом на 2018 рік[18].
- Оман: 42 L118, станом на 2018 рік[19].
- Португалія: 21 L119, станом на 2019 рік[20].
- Іспанія: 56 L118, станом на 2018 рік[21].
- Таїланд: 60 L119, станом на 2018 рік[22] Королівська армія Таїланду отримала патент внутрішнього виробництва.
- ОАЕ: 73 L118, станом на 2018 рік[23].
- Україна: 100 L119/M119A3 на озброєнні, станом на 2025 рік[24]. 36 L119 передані Великою Британією[25] та 72 гаубиці (ймовірно M119) поставлені США (16 у серпні 2022, 4 у вересні 2022, 16 в жовтні 2022, 36 у січні 2023)[26][27][28][29]
  - 67 ОМБр: невідома кількість M119A3[30]
  - 5 ОШБр: невідома кількість M119A3[31]
  - 77 ОАеМБр, 2 ОСБ, 46 ОАеМБр[32], 79 ОДШБр[33]
- США: 821 M119A2/A3 на озброєнні, станом на 2025 рік[34]. 72 передано Україні в рамках допомоги.

### Україна

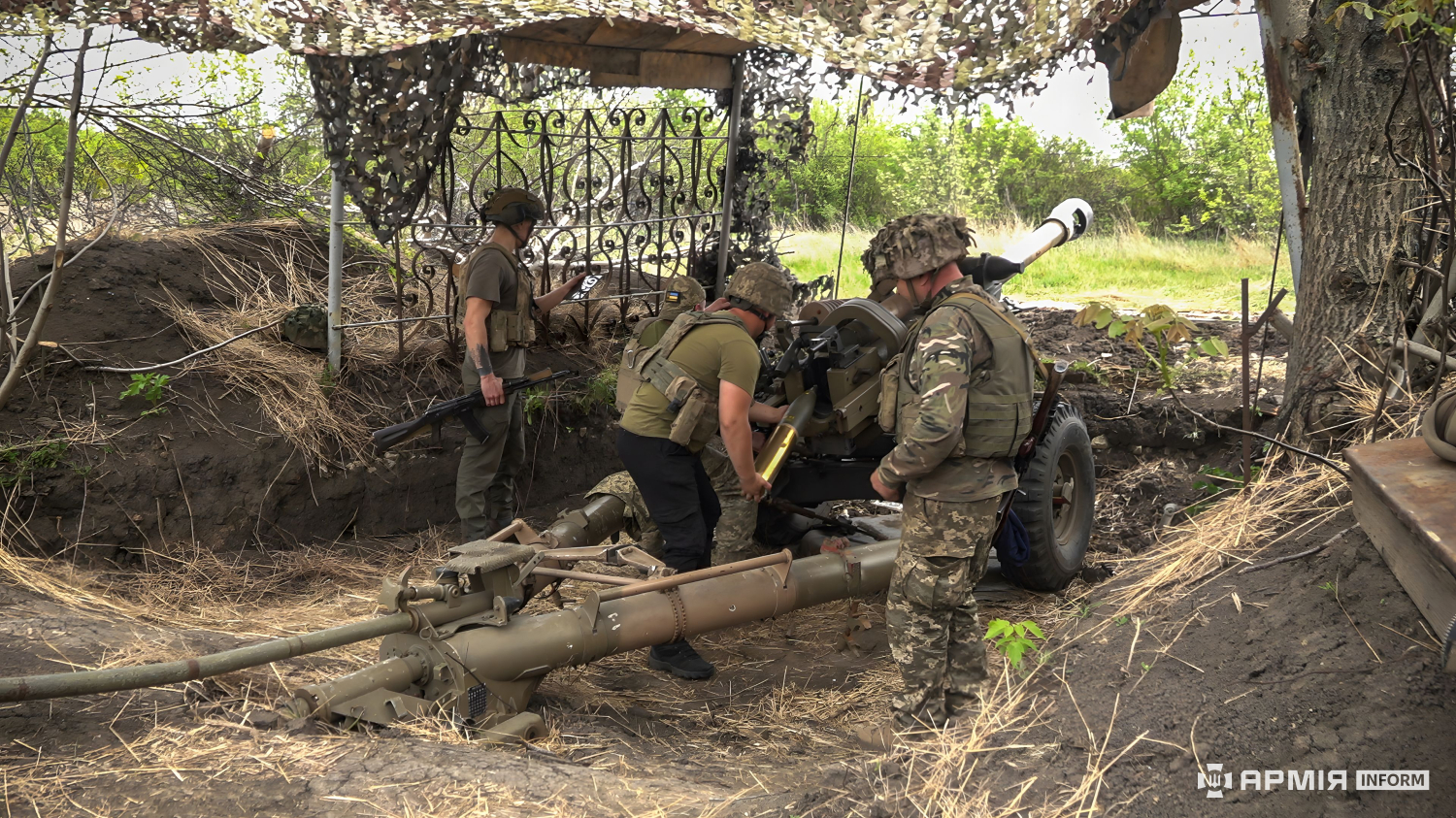
Розрахунок L119 зі складу 79 ОДШБр під час російського вторгнення в Україну. Район Новомихайлівки, квітень 2024 р.

Про можливість передачі Україні 105-мм причіпних гаубиць 26 квітня повідомив міністр оборони Великої Британії Бен Уоллес.
23 травня 2022 року прем'єр-міністр Джасінда Ардерн повідомила, що її кабінет погодився направити до Європи 30 військовослужбовців Сил оборони Нової Зеландії (NZDF) для навчання українських артилеристів використовувати 105-мм гаубиці L119.
Тренування новозеландськими фахівцями українських військових розпочнуться в червні та триватимуть до кінця липня.
Навчання кожної обслуги займе близько тижня, тренування заплановані для 230 українських артилеристів. Загалом буде підготовлено близько 30 гарматних розрахунків.
Підготовку координуватиме Велика Британія, яка забезпечить переліт новозеландських військових і надасть боєприпаси та інше потрібне обладнання для навчання.
У свою чергу, Нова Зеландія передасть Україні близько 40 гарматних прицілів, а також невелику кількість боєприпасів для навчальних цілей.
21 липня 2022 року міністр оборони Великої Британії повідомив, що найближчими тижнями до України надійде 36 переданих гаубиць L119 з боєприпасами.
19 серпня 2022 року Президент Сполучених Штатів Джо Байден підписав новий, вже 19-й, пакет допомоги для надання Україні додаткового озброєння та військової техніки. Серед іншого, до нього увійшли 16 105-мм гаубиць M119 (американське позначення легкої гаубиці L119, яка використовується армією США) і 36000 артилерійських снарядів до них.
Наприкінці серпня 2023 року Україна та BAE Systems підписали угоду про обслуговування та виробництво гаубиць L119 на території України .
Причиною передачі саме L119 є боєприпаси: L118 використовує снаряди L31, які є більш дефіцитними за стандартні натівські 105-мм снаряди.